# Denemarken op het Eurovisiesongfestival 1958
Denemarken nam deel aan het Eurovisiesongfestival 1958, gehouden in Hilversum, Nederland. Het was de tweede deelname van het land.

## Selectieprocedure
Raquel Rastenni was geselecteerd middels een nationale finale, de Dansk Melodi Grand Prix, gehouden op 16 februari 1958. Ze won met het liedje Jeg rev et blad ud af min dagbog. De plaatsen van de andere deelnemers zijn niet bekendgemaakt. De winnaar werd gekozen via een jury.
| Startplaats | Artiest                        | Lied                              |
| ----------- | ------------------------------ | --------------------------------- |
| 1           | Raquel Rastenni                | Jeg rev et blad ud af min dagboog |
| 2           | Raquel Rastenni                | Refræn                            |
| 3           | Birthe Wilke & Gustav Winckler | For altid                         |
| 4           | Preben Uglebjerg               | Evas lille sang                   |
| 5           | Bent Weidich                   | Nanina                            |
| 6           | Preben Neergaard               | Mit gamle hakkebræt               |

## In Hilversum
Het songfestival werd gehouden op 12 maart. Denemarken trad op als achtste van de tien deelnemers, na België en voor Oostenrijk. Na de stemming had Denemarken drie punten ontvangen, goed voor een achtste plaats.
België · Denemarken · Frankrijk · Italië · Luxemburg · Nederland · Oostenrijk · West-Duitsland · Zwitserland · Zweden
1957 · 1958 · 1959 · 1960 · 1961 · 1962 · 1963 · 1964 · 1965 · 1966 · 1967-1977 · 1978 · 1979 · 1980 · 1981 · 1982 · 1983 · 1984 · 1985 · 1986 · 1987 · 1988 · 1989 · 1990 · 1991 · 1992 · 1993 · 1994 · 1995 · 1996 · 1997 · 1998 · 1999 · 2000 · 2001 · 2002 · 2003 · 2004 · 2005 · 2006 · 2007 · 2008 · 2009 · 2010 · 2011 · 2012 · 2013 · 2014 · 2015 · 2016 · 2017 · 2018 · 2019 · 2020 · 2021 · 2022 · 2023 · 2024 · 2025